# Problema de Galton
O problema de Galton, que leva o nome de Sir Francis Galton, é o problema de fazer inferências a partir de dados transculturais, devido ao fenômeno estatístico agora chamado de autocorrelação. O problema é agora reconhecido como geral e que se aplica a todos os estudos não experimentais e também a projetos experimentais. É simplesmente descrito como o problema de dependências externas ao fazer estimativas estatísticas quando os elementos amostrados não são estatisticamente independentes. Perguntar a duas pessoas na mesma casa se elas assistem TV, por exemplo, não dá respostas estatisticamente independentes. O tamanho da amostra, n, para observações independentes neste caso é um, não dois. Uma vez que os ajustes apropriados sejam feitos para lidar com dependências externas, os axiomas da teoria da probabilidade relativos à independência estatística serão aplicados. Esses axiomas são importantes para derivar medidas de variância, por exemplo, ou testes de significância estatística.

## Origem
Em 1888, Galton estava presente quando Sir Edward Tylor apresentou um artigo no Royal Anthropological Institute. Tylor compilou informações sobre instituições de casamento e descendência para 350 culturas e examinou as correlações entre essas instituições e as medidas de complexidade social. Tylor interpretou seus resultados como indicações de uma sequência evolutiva geral, na qual as instituições mudam o foco da linha materna para a linha paterna à medida que as sociedades se tornam cada vez mais complexas. Galton discordou, apontando que a semelhança entre as culturas poderia ser devido ao empréstimo, poderia ser devido à descendência comum ou poderia ser devido ao desenvolvimento evolucionário; ele sustentou que, sem controlar o empréstimo e a descendência comum, não se pode fazer inferências válidas a respeito do desenvolvimento evolutivo. A crítica de Galton tornou-se o homônimo Problema de Galton,  :175 como nomeado por Raoul Naroll,   que propôs as primeiras soluções estatísticas.
No início do século 20, o evolucionismo unilinear foi abandonado e, com ele, a inferência direta de correlações para sequências evolucionistas. As críticas de Galton provaram-se igualmente válidas, entretanto, para inferir relações funcionais a partir de correlações. O problema da autocorrelação permaneceu.

## Soluções
O estatístico William S. Gosset em 1914 desenvolveu métodos para eliminar a correlação espúria devida a como a posição no tempo ou no espaço afeta as semelhanças. As pesquisas eleitorais de hoje têm um problema semelhante: quanto mais perto da eleição, menos indivíduos se decidem independentemente e maior será a falta de confiabilidade dos resultados das pesquisas, especialmente a margem de erro ou os limites de confiança. O n efetivo de casos independentes de sua amostra cai conforme a eleição se aproxima. A significância estatística cai com o tamanho efetivo da amostra menor.